# Mike Litt
Mike Litt (* 1967 in Fairfax, Vereinigte Staaten als Michael Neil Litt) ist ein US-amerikanischer Hörfunkmoderator, DJ, Autor und Journalist.

## Leben
Mike Litt ist US-amerikanischer Staatsbürger, lebt aber seit seiner frühen Kindheit in Deutschland. Er wuchs zunächst im Stadtteil Wulfen-Barkenberg in Dorsten bei seiner Tante und Großmutter auf, nachdem seine Mutter ihn dort nach einem Besuch in Deutschland im Alter von sechs Jahren zurückgelassen hatte. Seinen Vater lernte er nie kennen. Als Zehnjähriger zog er für sechs Jahre in ein Internat des Ordens der Benediktiner. Anschließend beendete er seine Schulzeit am Gymnasium St. Ursula Dorsten mit dem Abitur. Zu dieser Zeit trat er auch als Sänger der Dorstener Band The Dare auf. Neben seiner Tätigkeit als Autor und Reporter für Zeitungen begann er, an der Ruhr-Universität in Bochum „Geschichte“ und „Germanistik“ zu studieren.
Mike Litt wohnte über zwei Jahrzehnte in Bochum, speziell zum Stadtteil Langendreer hat er eine besondere Verbindung. Inzwischen lebt er in Düsseldorf, ist verheiratet und Vater von Zwillingssöhnen.
1986 begann Litt, bei der Dorstener Zeitung als Reporter zu arbeiten. Zudem war er in der Chefredaktion von Sub Line, einer Musikzeitschrift aus Gelsenkirchen-Buer, sowie bei „Rock Times“ unter Uwe Deese tätig.
Beim WDR-Radiosender 1 Live war Litt seit 1995 als Hörfunkmoderator, Autor, Reporter und DJ aktiv. Dort moderierte und bespielte er als DJ diverse Shows. In der Sendung Rock Chill Out interpretierte er Loungemusic mit einem Schwerpunkt auf Gitarrensounds. Neben Resident-DJ Piet Blank legte Litt als DJ in der legendären Show 1 Live Partyservice auf und machte dort ein „Warm Up“ mit House, bevor Blank Uplifting Trance auflegte. In der ersten Staffel der Show 1Live Elfer war Litt als Moderator nach Fußball-Bundesliga-Spieltagen montags von 23 bis 24 Uhr zusammen mit Christoph Biermann auf Sendung. Dabei blickten Biermann und Litt gemeinsam zurück auf die fußballerischen Höhepunkte des Wochenendes, interviewten Prominente aus der Fußballszene und beantworteten Fragen von Hörern aus dem 1 LIVE Freundeskreis.
Bis April 2015 freitags, anschließend sonntags, sendete 1 Live die Show Klubbing, die Litt als Moderator (2000–2015) zusammen mit DJ Larse gestaltete. Ehemals um 23 Uhr, dann um 21 Uhr fand eine einstündige Live-Autorenlesung vor Publikum im 1LIVE-Saal statt, bei der Litt junge deutsche Autoren und Schriftsteller interviewte und zum Vorlesen einlud. 2013 und 2014 vertraten Sabine Heinrich, Bianca Hauda und Tina Middendorf Litt in der Show, als dieser eine mehrmonatige Auszeit nehmen musste. Am Sonntag, 16. Juli 2017, moderierte Mike Litt die letzte Klubbing-Sendung und wurde anschließend von Mona Ameziane abgelöst.
Im Jahr 1997 wurde bei 1 Live ein Moderator für die Radiosendung an Heiligabend gesucht. Litt und seine damalige Freundin hatten sich gerade getrennt, seine familiäre Situation war angespannt. So übernahm er die Moderation am Weihnachtsfest 1997, erhielt dadurch seine erste eigene Radiosendung und moderiert seitdem jährlich – außer 2013 – an Heiligabend die Radiosendung Der einsamste DJ der Welt bei 1 Live. Dabei spielt er traditionell um Mitternacht Sinéad O’Connors Fassung des Weihnachtsliedes Stille Nacht, heilige Nacht.
Von Januar 2010 an mixte und moderierte er beim Deutschlandfunk-Sender DRadio Wissen die Musikshow Lärm by Litt am Samstagabend, bis zum Relaunch des Senders im Jahr 2014. Seit Januar 2015 präsentiert Mike Litt aktuelle Strömungen, News und DJ-Sets aus der elektronischen Musikszene auf demselben Sendeplatz in der Show Club der Republik. Seit 2017 heißt der Sender Deutschlandfunk Nova.
Als DJ legte Litt bei der Mayday sowie europa- und weltweit in Diskotheken, Clubs und auf Festivals auf. Bei Public-Viewing-Veranstaltungen während der Fußball-Weltmeisterschaft 2006 in Deutschland spielte Litt vor mehreren hunderttausend Menschen, speziell aber vor britischen Fußballfans. Für Musiklabels wie Ministry of Sound, Kontor, Circle Records und Daredo veröffentlichte Mike Litt diverse Musiktitel (mit seinem langjährigen Produktionspartner Mario Landsberger) und DJ-Mix-CDs.
Für das jährliche Kultur-Festival Bochumer Musiksommer war Litt jahrelang als Intendant der „Electric Lounge“ verantwortlich, inzwischen tritt er dort traditionell vor dem Künstler ATB auf.
2012 erschien ein autobiografischer Roman von Litt unter dem Titel Der einsamste DJ der Welt. Ein weiterer autobiografischer Roman war für das Jahr 2019 angekündigt.
Vom 6. Juni 2017 bis zur Einstellung Ende 2024 moderierte Litt abwechselnd mit anderen Moderatoren die Sendung POP! auf WDR 2.
Seit dem 5. Mai 2025 erstellt Litt den 20-minütigen WDR 4 Feierabendmix, der von Montag bis Donnerstag nach den 18:00 Uhr-Nachrichten auf WDR4 gesendet wird.

## Diskografie

### Singles und EPs
- 2000: Eternal Summer Feat. The Driver Project (Highball Music)
- 2005: Hard Times / Black Dog (Tiger Records)
- 2006: The Sick & The Beautiful (Tiger Records)

### DJ-Mixes
- 2007: Exile On Mainstreet (Circle Music)
- 2008: Out In The Street (Circle Music)